# Floda landskommun, Södermanland
För landskommunen med detta namn i Dalarna, se Floda landskommun, Dalarna.
Floda landskommun var en tidigare kommun i Södermanlands län.

## Administrativ historik
Den 1 januari 1863, när kommunalförordningarna började tillämpas, skapades över hela riket cirka 2 500 kommuner, varav 89 städer, 8 köpingar och resten landskommuner. Då inrättades i Floda socken i Oppunda härad i Södermanland denna kommun.
1952 genomfördes den första av 1900-talets två genomgripande kommunreformer i Sverige. Denna reform påverkade inte Floda kommun, vilken fortlevde till 1971 då den upphörde och tillsammans med fem andra kommuner bildade Katrineholms kommun.

### Kyrklig tillhörighet
I kyrkligt hänseende tillhörde kommunen Floda församling.

## Geografi
Floda landskommun omfattade den 1 januari 1952 en areal av 262,65 km², varav 249,73 km² land. Efter nymätningar och arealberäkningar färdiga den 1 januari 1961 omfattade landskommunen samma datum en areal av 263,24 km², varav 251,74 km² land.

### Tätorter i kommunen 1960
I Floda landskommun fanns tätorten Bie, som hade 241 invånare den 1 november 1960. Tätortsgraden i kommunen var då 11,1 procent.

## Politik

### Mandatfördelning i valen 1938-1966
| 13 | 6 | 5 |  |

| 24 |

| 25 |

| 23 |

| 25 |

| 22 |

| 11 | 8 | 5 |  |

| 22 |

| 11 | 7 | 4 | 3 |

| 20 | 5 |

| 10 | 7 | 4 | 4 |

| 22 |

| 11 | 8 | 3 | 3 |

| 20 | 5 |

| 10 | 8 | 3 | 4 |

| 20 | 5 |